# 1984 en Finlande
Chronologie de la Finlande
- 1980
- 1981
- 1982
- 1983
- 1984
- 1985
- 1986
- 1987
- 1988

Cette page concerne les évènements survenus en 1984 en Finlande :

## Sport
- Championnat de Finlande de football 1984
- Championnat de Finlande de hockey sur glace 1983-1984
- Championnat de Finlande de hockey sur glace 1984-1985
- Championnats du monde de ski nordique 1984
- 24-26 août : Rallye des 1000 lacs

## Création
- Ålandsparken (en) (parc d'attractions)
- Heinolan Peliitat, (club de hockey sur glace)
- MikroBitti (en) (magazine)
- Naisten Ykkönen (en) (ligue de football féminin)
- Prix Finlandia (prix littéraire)
- Puuhamaa (parc d'attractions et parc aquatique)
- Station de métro Sörnäinen, à Helsinki.
- Stratovarius (groupe musical)

## Naissance
- Anna-Liisa Ahokumpu (fi), écrivaine.
- Seidi Haarla, actrice.
- Alma Heikkilä (fi), peintre.
- Heikki Liekola (fi), chef-cuisinier.
- Antti Railio (fi), chanteur.

## Décès
- Aleksi (fi), évêque.
- Hilding Ekelund, architecte.
- Eino Katajavuori (fi), acteur.
- Eva Kuhlefelt-Ekelund (fi), architecte.
- Emil Öhmann (fi), linguiste.
- Simo Pälli (fi), peintre.
- Ursula Pohjolan-Pirhonen (fi), romancière.
- Aune Somersalmi (fi), actrice et chanteuse d'opéra.